# Henriette Jæger
Henriette Jæger (Aremark, 30 giugno 2003) è una velocista norvegese.

## Record nazionali
Senior
- 200 m piani: 22"58 ( Malmö, 19 maggio 2024)
- 200 m piani indoor: 22"99 ( Bærum, 20 gennaio 2024)
- 300 m piani: 35"46 ( Bergen, 22 maggio 2024)
- 400 m piani: 49"85 ( La Chaux-de-Fonds, 14 luglio 2024)
- 400 m piani indoor: 51"05 ( Toruń, 6 febbraio 2024)
- Pentathlon indoor: 4471 pt ( Bærum, 21 febbraio 2021)
- Staffetta 4x400 m mista: 3'15"67 ( Chorzów, 25 giugno 2023)

Juniores
- Eptathlon: 6154 pt ( Götzis, 30 maggio 2021)

Allievi
- 60 m piani indoor: 7"37 ( Bærum, 1º febbraio 2020)
- 100 m piani: 11"51 ( Trondheim, 22 agosto 2020)
- Eptathlon (under 18): 6301 pt ( Moss, 13 settembre 2020)

## Progressione

### 400 metri piani
| Stagione | Misura   | Luogo             | Data      | Rank. Mond. |
| -------- | -------- | ----------------- | --------- | ----------- |
| 2024     | 49"85    | La Chaux-de-Fonds | 14-7-2024 |             |
| 2023     | 51"03    | Berlino           | 3-9-2023  |             |
| 2022     | 52"23    | Cali              | 4-8-2022  |             |
| 2021     | 53"24(i) | Bergen            | 31-1-2021 |             |
| 2020     | 52"52    | Trondheim         | 22-8-2020 |             |

## Palmarès
| Anno | Manifestazione  | Sede      | Evento      | Risultato  | Prestazione | Note                  |
| ---- | --------------- | --------- | ----------- | ---------- | ----------- | --------------------- |
| 2022 | Mondiali U20    | Cali      | 400 m piani | 4ª         | 52"23       |                       |
| 2023 | Europei indoor  | Istanbul  | 400 m piani | Semifinale | 53"08       |                       |
| 2023 | Europei U23     | Espoo     | 400 m piani | Argento    | 51"06       |                       |
| 2023 | Europei U23     | Espoo     | 4x400 m     | 5ª         | 3'31"51     |                       |
| 2023 | Mondiali        | Budapest  | 400 m piani | Batteria   | 51"53       | [ 1 ]                 |
| 2024 | Mondiali indoor | Glasgow   | 400 m piani | Semifinale | 51"48       | [ 2 ]                 |
| 2024 | World Relays    | Nassau    | 4x400 m     | 5ª         | 3'26"88     | [ 3 ]                 |
| 2024 | Europei         | Roma      | 200 m piani | 4ª         | 22"83       | [ 4 ]                 |
| 2024 | Giochi olimpici | Parigi    | 400 m piani | 8ª         | 49"96       |                       |
| 2025 | Europei indoor  | Apeldoorn | 400 m piani | Argento    | 50"45       |                       |
| 2025 | Mondiali indoor | Nanchino  | 400 m piani | Bronzo     | 50"92       |                       |
| 2025 | World Relays    | Guangzhou | 4x400 m     | 4ª         | 3'25"35     | Record nazionale      |
| 2025 | Europei U23     | Bergen    | 200 m piani | Argento    | 22"78       |                       |
| 2025 | Europei U23     | Bergen    | 400 m piani | Oro        | 49"74       | Record dei campionati |

## Campionati nazionali
- 1 volta campionessa nazionale sudafricana dei 200 metri piani (2023)
- 1 volta campionessa nazionale sudafricana dei 400 metri piani (2023)

2020
- Oro ai campionati norvegesi indoor (Bærum), 60 m piani - 7"37
- Oro ai campionati norvegesi indoor (Bærum), 60 m piani - 23"55
- Oro ai campionati norvegesi (Bergen), 200 metri piani - 23"60
- Oro ai campionati norvegesi (Bergen), 400 metri piani - 52"90
- Bronzo ai campionati norvegesi (Bergen), salto in lungo - 6,04 m

2021
- Oro ai campionati norvegesi indoor (Bærum), eptathlon - 4471 pt

2022
- 7ª ai campionati norvegesi (Stjørdal), getto del peso - 12,40 m

2023
- Oro ai campionati norvegesi indoor (Bærum), 400 metri piani - 22"74
- Oro ai campionati norvegesi (Jessheim), 400 metri piani - 51"65

2024
- Oro ai campionati norvegesi (Sandnes), 200 metri piani - 22"86
- Argento ai campionati norvegesi (Sandnes), 400 metri piani - 51"69

## Altre competizioni internazionali
2019
- Argento al Festival olimpico della gioventù europea ( Baku), Eptathlon - 5835 pt
- 5ª al Festival olimpico della gioventù europea ( Baku), Staffetta svedese - 2'11"21

2023
- 7ª ai Campionati europei a squadre, ( Chorzów), 400 m piani - 51"66
- 10ª ai Campionati europei a squadre, ( Chorzów), staffetta 4x400 m piani - 3'15"67